# Chiesa di San Giacomo (Coreglia Ligure)
La chiesa di San Giacomo il Maggiore è un luogo di culto cattolico situato nella frazione di Canevale, in via Canevale, nel comune di Coreglia Ligure nella città metropolitana di Genova. La chiesa è sede della parrocchia omonima del vicariato della Val Fontanabuona della diocesi di Chiavari.

## Storia e descrizione

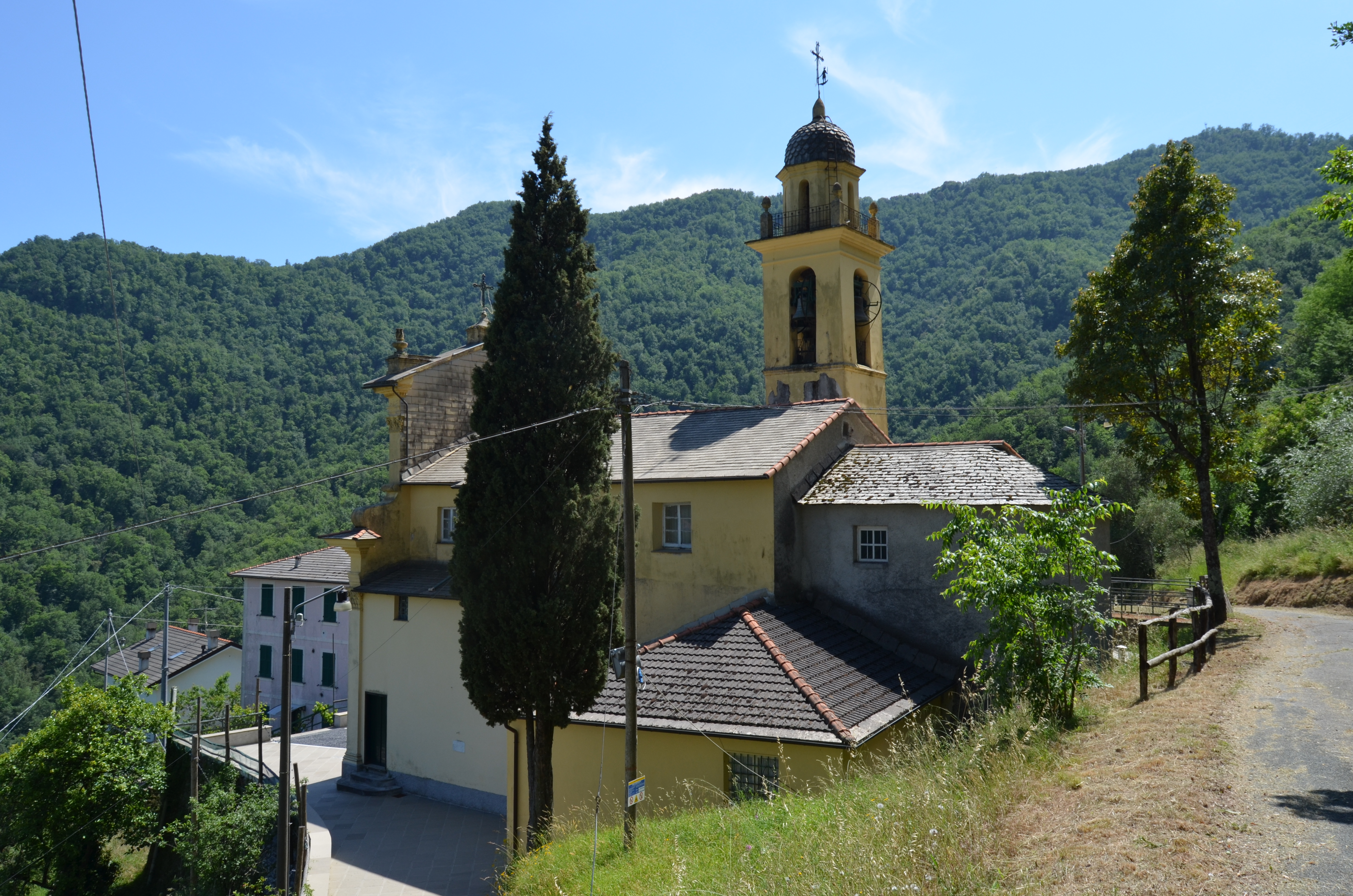
Il complesso

La chiesa, sede locale parrocchiale della diocesi di Chiavari, è situata nella frazione di Canevale. Citata in un atto arcivescovile del 22 marzo 1574 dell'arcivescovo di Genova Cipriano Pallavicino - nel quale si specifica che la cura della chiesa venisse affidata al reverendo Francesco Aries, così come le parrocchiali di San Maurizio di Monti (Rapallo) e di San Nicolò di Coreglia Ligure - la comunità parrocchiale venne istituita il 26 ottobre 1622 da monsignor Domenico de' Marini; in precedenza fu assoggettata alla parrocchia di San Martino di Dezerega.
All'interno è conservato un gruppo ligneo raffigurante San Giacomo a cavallo mentre trafigge i Mori (Santiago Matamoros), effigie portata solennemente in processione durante le festività religiose.
Dalla frazione è possibile raggiungere, tramite un antico sentiero, il santuario di Nostra Signora di Montallegro nel territorio comunale di Rapallo; il sentiero è stato recentemente intitolato al concittadino di Canevale Giovanni Chichizola, a cui, secondo la tradizione popolare, il 2 luglio 1557 apparve la Vergine Maria sul luogo dove oggi sorge il santuario mariano.